# Punta Lavapié
Punta Lavapié es una localidad perteneciente a la comuna de Arauco, ubicada a 40 kilómetros al noroeste de esta ciudad. Tiene una población de 785 habitantes.

## Demografía
La localidad, según el censo de 2017, posee una población de 785 habitantes, de los cuales 387 son hombres y 398 son mujeres. Para 2005 la población total era de 1.153 habitantes.